# Pechanga Arena
La Pechanga Arena è un palazzetto sportivo situato nella città di San Diego, in California. 
Ha ospitato le partite casalinghe delle più importanti squadre di pallacanestro della città (i San Diego Rockets e i San Diego Clippers della NBA e i San Diego Sails della ABA) a cavallo tra gli anni sessanta e gli anni ottanta.